# IC 1886
IC 1886 је лентикуларна галаксија у сазвјежђу Еридан која се налази на листи објеката дубоког неба у Индекс каталогу.
Деклинација објекта је - 4° 24' 0" а ректасцензија 3h 8m 3,2s. Привидна величина (магнитуда) објекта IC 1886 износи 14,5 а фотографска магнитуда 15,5. IC 1886 је још познат и под ознакама MCG -1-9-1, PGC 11724.